# Monika Hardygóra
Monika Hardygóra (ur. 29 sierpnia 1951 w Legnicy) – polska inżynier górnictwa.

## Życiorys
Jest absolwentką Wydziału Górniczego Politechniki Wrocławskiej (1974).
Doktorat w zakresie nauk technicznych uzyskała w 1977 r. na macierzystej uczelni, po czym została zatrudniona na tej uczelni kolejno na stanowiskach adiunkta, docenta, od 1992 profesor nadzwyczajnej, od 2002 profesor zwyczajnej. Habilitację uzyskała w Akademii Górniczej we Freibergu w 1989 r. Od 1997 r. jest profesorem na Wydziale Górniczym (od 2004 Wydziale Geoinżynierii, Górnictwa i Geologii) Politechniki Wrocławskiej.
W 2014 r. otrzymała doktorat honoris causa uniwersytetu w Petroșani.
Wykładała na temat transportu przenośnikowego na Uniwersytecie Newcastle w Australii, Uniwersytecie Calgiary we Włoszech, Uniwersytecie Hanowerskim oraz w Akademii Górniczej we Freibergu. Kilka razy była na stażach naukowych i przemysłowych w kraju i za granicą (np. stypendium DAAD na uniwersytecie w Hanowerze).
Jest autorką blisko 400 prac, w tym tekstów w czasopismach naukowych i materiałach konferencyjnych, 2 książek, 6 patentów i ponad 200 prac badawczych wykonanych na przemysłu (głównie wydobywczego). Ponad 40 jej prac opublikowano za granicą. Za książkę Przenośniki taśmowe w górnictwie, której jest współautorką, w 1997 r. otrzymała nagrodę od Ministra Edukacji Narodowej. Zajmuje się transportem przenośnikowym, zagadnieniami edukacji i przemysłu wydobywczego na świecie.
Dla kopalń KGHM Polska Miedź zrealizowała ponad 200 prac na temat racjonalnego doboru taśm, niezawodności i efektywności transportu. Kopalniom węgla brunatnego doradzała w zakresie taśm i nowych konstrukcji połączeń. Dzięki wdrożeniu technologii połączeń ekologicznych z jej pomocą KWB Bełchatów uzyskała tytuł Ekolidera – Mistrza Techniki. Specjalistką w tej kopalni jest od 1989 r. Fabrykom produkujących taśmy opiniowała działania w zakresie nowych konstrukcji taśm i rozwiązań technologicznych. Za działalność naukową i dydaktyczną otrzymała wiele nagród Rektora Politechniki Wrocławskiej.
Założyła i kieruje Laboratorium Transportu Taśmowego.
W latach 1993–1996 pełniła funkcję dyrektora Instytutu Górnictwa Wydziału Górniczego Politechniki Wrocławskiej, następnie w latach 1996–2002 dziekana Wydziału Górniczego Politechniki Wrocławskiej. Była wówczas także kierownikiem Zakładu Systemów Maszynowych. W latach 2005–2008 była prorektorem ds. rozwoju uczelni. W latach 2016–2020 pełniła obowiązki dziekańskie na Wydziale Geoinżynierii, Górnictwa i Geologii uczelni.
W latach 2009–2016 była prezesem KGHM Cuprum – Centrum Badawczo-Rozwojowego we Wrocławiu.
Była wiceprzewodniczącą Komisji Górnictwa Polskiej Akademii Nauk. Należała do Rady Naukowej Głównego Instytutu Górnictwa, pracowała w zespole doradczo-opiniującym ds. projektów celowych w Komitecie Badań Naukowych. W 1999 r. została członkiem Komisji Nagród Prezesa Rady Ministrów. Była przewodniczącą zespołu IV ds. nagród za wybitne osiągnięcia naukowo-techniczne. Została powołana do rady naukowej Instytutu Gospodarki Surowcami Mineralnymi i Energią Polskiej Akademii Nauk w Krakowie na kadencję 2023–2026.
Jest członkiem Society of Mining Professors (od 1994), Polskiego Towarzystwa Mechaniki Teoretycznej i Stosowanej (od 1984), Stowarzyszenia Inżynierów i Techników Górnictwa, amerykańskiego Society of Mining, Metallurgy and Exploration, Wrocławskiego Towarzystwa Naukowego (od 1994). Należy do kilku rad naukowych czasopism wydawanych w Polsce i za granicą.
Pasjonuje się wspinaczką górską (Himalaje, Góry Skaliste w Kanadzie). Zdobyła pięć pięciotysięczników. Nurkuje m.in. w rafach koralowych i uprawia narciarstwo zjazdowe.

## Odznaczenia i nagrody
- Złota Odznaka Politechniki Wrocławskiej – 1994[3]
- Złoty Krzyż Zasługi – 2000[8]
- Medal Komisji Edukacji Narodowej – 2003[3]
- Nagroda Senatu Politechniki Wrocławskiej – 2003[3]
- Odznaka honorowa „Zasłużony dla Górnictwa RP” – 2005[3]
- Złoty Medal za Długoletnią Służbę – 2013[3]
- Krzyż Kawalerski Orderu Odrodzenia Polski – nadanie 2019[9], wręczenie 2021[10]
- Lew Politechniki Wrocławskiej – 2020[3]
- Złota Odznaka Honorowa Zasłużony dla Województwa Dolnośląskiego – 2024[11]